# Comunidad de Software Libre Bolivia
La Comunidad de Software Libre Bolivia, o simplemente SLOB, es una asociación de voluntarios de Bolivia creada en 2002 que busca impulsar e influir en el uso de Software Libre en todas las instancias posibles.

## Objetivos
1. Difundir y promover el uso de software libre en nuestro medio.
2. Participar e influir en todas las actividades que afectan o son afectadas por el software libre en el ámbito local e internacional.
3. Promover la participación activa de usuarios y desarrolladores locales en la comunidad mundial de software libre como actores en su desarrollo, mejora y adaptación a las necesidades locales.
4. Apoyar los emprendimientos académicos, empresariales, gubernamentales que ayuden a consolidar la presencia y uso del software libre.
5. Alentar el uso de software libre en la educación[3]

## Historia
El año 2002 se forma la Comunidad de Software "después del segundo Congreso Nacional de Software Libre (Conasol) llevado a cabo en la ciudad de Cochabamba. Su primer objetivo fue difundir el uso del software libre a escala nacional" .
En 2007 se estableció el manifiesto de la comunidad que reza del siguiente modo: "Debemos ser dueños de la tecnología, no solo consumidores, ser independientes y libres de elegir la manera de usarla, que no nos digan cómo y qué debemos hacer, si no que encontremos por nosotros mismos las maneras de aprovecharla, difundirla y compartirla" . Un año que también marcaría el acercamiento de varios de sus miembros al gobierno de turno y una mayor incidencia de la comunidad en las políticas públicas.
El año 2014 la comunidad presentó un plan de trabajo al gobierno, vía la senadora Nelida Sifuentes .
El 12 de julio de 2017 se promulga el Decreto Supremo 3251, donde son aprobados los planes de Implementación de software Libre e Implementación de Gobierno Electrónico.

## Comunidades
- Comunidad de Software Libre Beni en la ciudad de Trinidad
- Comunidad de Software Libre SucreLibre en la ciudad de Sucre
- Drupal Bolivia en distintas poblaciones de Bolivia
- Fedora Bolivia en distintas poblaciones de Bolivia
- FliSol Tarija en la ciudad de Tarija
- HackLab Cochabamba en la ciudad de Cochabamba
- HackLab R00tHouse en la ciudad de La Paz
- Pingüinos del Mismo Iceberg en la Región metropolitana de Kanata
- LinuxChix Bolivia en la ciudad de Sucre
- Más y Mejor Internet para Bolivia Archivado el 20 de agosto de 2017 en Wayback Machine. en distintas poblaciones de Bolivia
- Tech UMSA en la ciudad de La Paz
- Uremix en la ciudad de Santa Cruz de la Sierra

## Actividades
- Congreso Nacional de Software Libre (CONASOL Archivado el 7 de mayo de 2019 en Wayback Machine.)
- Festival Latinoamericano de Instalación de Software Libre (FLISOL)
- HackMeeting Bolivia
- Hackatones
- Reuniones virtuales
- Lobby con políticos

## Proyectos
- Traducción de LibreOffice a Quechua, Aymara y Guarani[8]
- Revista Saber Libre[9]
- Rapidito. Alternativa libre a Facilito[10]